# Valeriano Riera Franco
Valeriano Riera Franco (Adahuesca, 15 de abril de 1899 - Lo Castérar-Verdusan,  16 de enero de 1949) fue un ciclista español que corrió entre 1928 y 1931. Su principal victoria fue una etapa de la Vuelta en Cataluña de 1928.

## Palmarés
- 1928 
  - Vencedor de una etapa de la Volta a Cataluña
- 1929
  - 1° en el Circuito de Bearn y vencedor de una etapa
  - 2° en la Vuelta a Levante
- 1931
  - 1° al G.P. des Vêtements Lapasserie Pau
  - 2° en la Vuelta a Levante

### Resultados en el Tour de Francia
- 1930. 17° de la clasificación general